# Zhaike (sockenhuvudort i Kina, Ningxia Huizu Zizhiqu, lat 36,29, long 106,42)
Zhaike är en sockenhuvudort i Kina. Den ligger i den autonoma regionen Ningxia, i den nordvästra delen av landet, omkring 240 kilometer söder om regionhuvudstaden Yinchuan. Antalet invånare är 10 762. Befolkningen består av 5 279 kvinnor och 5 483 män. Barn under 15 år utgör 25,0 %, vuxna 15-64 år 67 %, och äldre över 65 år 7,0 %.
Runt Zhaike är det ganska tätbefolkat, med 129 invånare per kvadratkilometer. Zhaike är det största samhället i trakten. Trakten runt Zhaike består i huvudsak av gräsmarker.
Genomsnittlig årsnederbörd är 614 millimeter. Den regnigaste månaden är september, med i genomsnitt 140 mm nederbörd, och den torraste är december, med 1 mm nederbörd.